# 2025년 동계 아시안 게임 아프가니스탄 선수단
2025년 동계 아시안 게임 아프가니스탄 선수단은 2025년 2월 7일부터 14일까지 중화인민공화국 하얼빈시에서 열리는 2025년 동계 아시안 게임에 참가하는 아프가니스탄 소속 선수단이다. 아프가니스탄은 지난 2017년 대회에는 불참했다가 이번 대회에 복귀했다.

## 선수단
아래 표는 종목별, 성별 아프가니스탄 대표단 선수 수이다.
| 종목     | 남자 | 여자 | 합계 |
| -------- | ---- | ---- | ---- |
| 스노보드 | 3    | 0    | 3    |
| 합계     | 3    | 0    | 3    |

## 종목별 성적

### 스노보드
아프가니스탄은 스노보드 종목에서 남자 3명이 참여한다.
남자
| 선수               | 종목         | 예선  | 예선  | 예선 | 예선 | 결선      | 결선      | 결선      | 결선      | 결선      |
| 선수               | 종목         | 1회전 | 2회전 | 최고 | 순위 | 1회전     | 2회전     | 3회전     | 최고      | 순위      |
| ------------------ | ------------ | ----- | ----- | ---- | ---- | --------- | --------- | --------- | --------- | --------- |
| 아흐마드 하빕지    | 하프파이프   | 5.25  | 5.25  | 5.25 | 11   | 결선 탈락 | 결선 탈락 | 결선 탈락 | 결선 탈락 | 결선 탈락 |
| 니자루딘 알리 자다 | 하프파이프   | 7.00  | 7.00  | 7.00 | 10   | 결선 탈락 | 결선 탈락 | 결선 탈락 | 결선 탈락 | 결선 탈락 |
| 아흐마드 하야트    | 하프파이프   | 4.25  | 4.25  | 4.25 | 12   | 결선 탈락 | 결선 탈락 | 결선 탈락 | 결선 탈락 | 결선 탈락 |
| 아흐마드 하빕지    | 슬로프스타일 | 8.50  | 8.50  | 8.50 | 10   | 결선 탈락 | 결선 탈락 | 결선 탈락 | 결선 탈락 | 결선 탈락 |

## 같이 보기
- 2024년 하계 올림픽 아프가니스탄 선수단